# Hallarna, Halmstad
För andra betydelser, se Hallarna (olika betydelser).
Hallarna, tidigare Eurostop, är ett stort köpcentrum i Halmstad, nära E6:an, med 80 butiker, restauranger och caféer.
Intill Hallarna, med samma gatuadress, ligger ett hotell, byggt som en skyskrapa och en av de högsta byggnaderna i Halmstad.